# Referans Otomotiv
Referans Otomotiv Turizm Temizlik Hizmetleri Sanayi Ticaret Ltd. Şti ist ein türkisches Unternehmen im Bereich Automobile sowie Automobilhersteller.

## Unternehmensgeschichte
Haluk Şahin gründete 1995 das Unternehmen in Istanbul. Er fertigte zunächst Golfmobile, Straßenreinigungsfahrzeuge, Rasenmäher, Verkehrszeichen und Aufbauten für Lastkraftwagen. 2010 präsentierte er ein Automobil. Die Serienfertigung von Personenkraftwagen begann laut einer Quelle 2012. Deren Markenname lautet Fayoto.

## Fahrzeuge
Im Angebot stehen Elektroautos. Optisch ähneln sie Fahrzeugen aus der Zeit um 1900. Die Elektrikli Fayton und Atlı gibt es mit verschiedenen Karosserieaufbauten. Eine davon hat vorne eine Sitzbank für den Fahrer und dahinter ein Abteil mit Vis-à-vis-Sitzanordnung. Das Verdeck befindet sich je nach Ausführung nur oberhalb der letzten Sitzreihe, der letzten beiden Sitzreihen oder über allen Sitzen. Ein anderer Aufbau hat im hinteren Bereich eine geschlossene Karosserie. Die Position des Motors ist nicht erkennbar, denn es gibt an der Front keine Motorhaube.
Der Elektrikli Klasik Araba ähnelt dem Ford Modell T. Er hat vorne eine Haube, wobei unklar ist, ob sich darunter der Motor befindet. Die offene Phaeton-Karosserie mit leichtem Verdeck bietet je nach Ausführung zwei, drei oder vier Sitzreihen. Das Unternehmen gibt für den Fünfsitzer einen Radstand von 210 cm und eine Fahrzeuglänge von 295 cm an sowie für den Achtsitzer 280 cm Radstand und 370 cm Länge. 140 cm Breite und 175 cm Höhe gilt für beide Ausführungen. Der Elektromotor leistet 4 kW. Die Batterien stammen von Hoppecke Batterien aus Deutschland.
Der Fayton Büfe ist ein fahrender Kiosk. Außerdem gibt es Anhänger, die als Verkaufsstände dienen, sowie Golfwagen.